# الدوري النمساوي 2013–14
الدوري النمساوي الممتاز 2013–14 (بالألمانية: Österreichische Fußballmeisterschaft 2013/14)‏ هو الموسم 102 من  بوندسليغا النمسا لكرة القدم. أقيم خلال الفترة 20 يوليو 2013 وحتى 12 مايو 2014، والذي يشرف على تنظيمه اتحاد النمسا لكرة القدم، وكان عدد الأندية المشاركة فيه  10، وفاز فيه ريد بل زالتسبورغ.